# دبرتسن
دِبرِتسِن (مجاری: Debrecen) دومین شهر بزرگ مجارستان پس از بوداپست و مرکز استان هایدو-بیهار است. این شهر در گذشته مدتی پایتخت مجارستان بوده‌است.

## جاذبه‌های توریستی
- هورتوبادی (پارک ملی)
- آب گرم هایدوسوبوسلو
- کلیسای زرد دبرتسن
- تئاتر چوکونائی
- موزه دری

## مذهب
مذهب اصلی مردم دبرسن کالوینیسم است.

## شهرهای خواهر
| - کاتولیکا - ایتالیا - یوفاسکولا - فنلاند - کلایپدا - لیتوانی - لوبلین - لهستان - نیوبرانزویک - ایالات متحده - اورادیا - رومانی - پادربورن - آلمان | - پاتراس - یونان - ریشون لتسیون - اسرائیل - ستوبال - پرتغال - سن پترزبورگ - روسیه - شومن - بلغارستان - سیکتیوکار - روسیه - تایتومگ سیتی - تایوان |

## نگارخانه

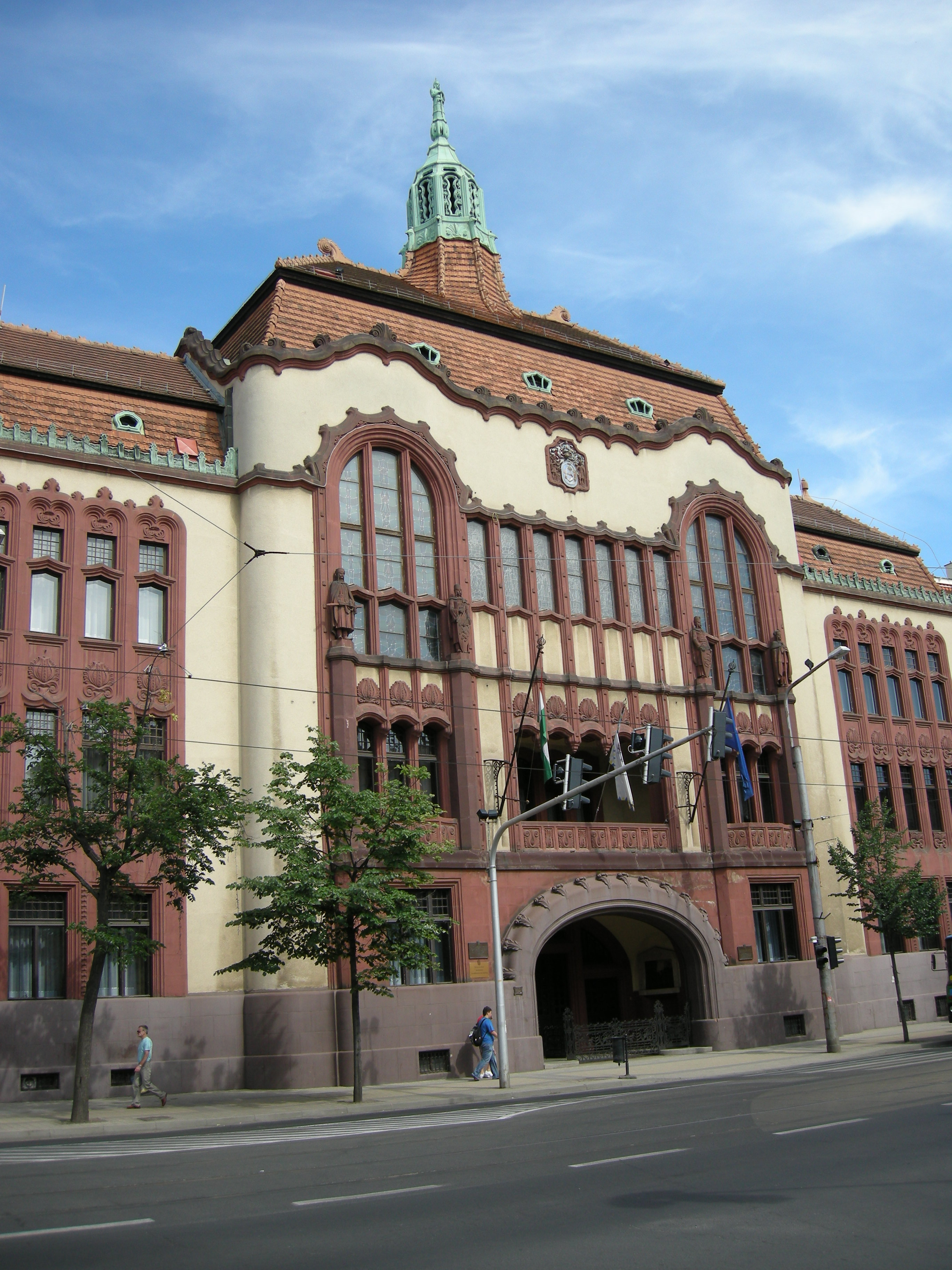
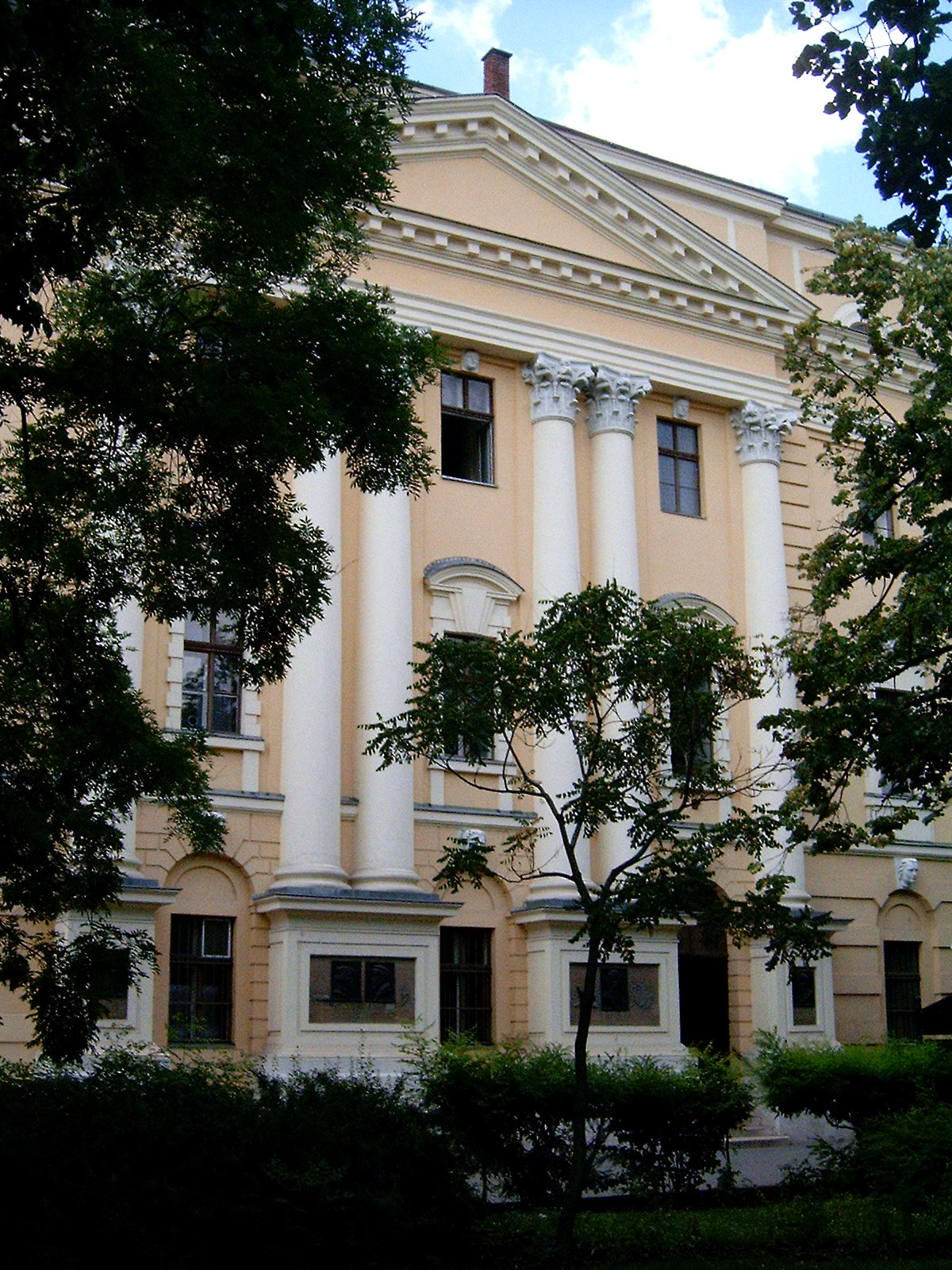
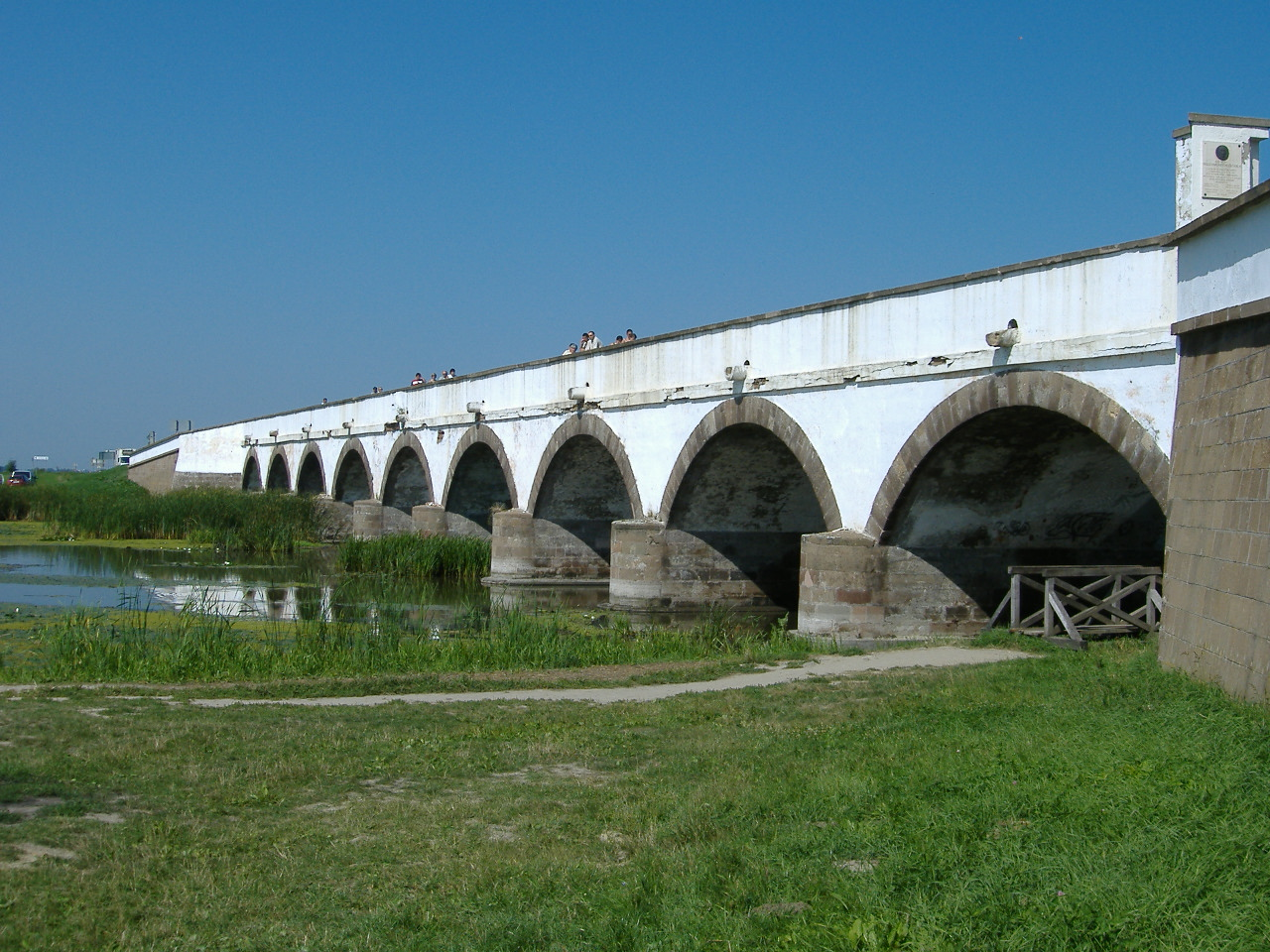
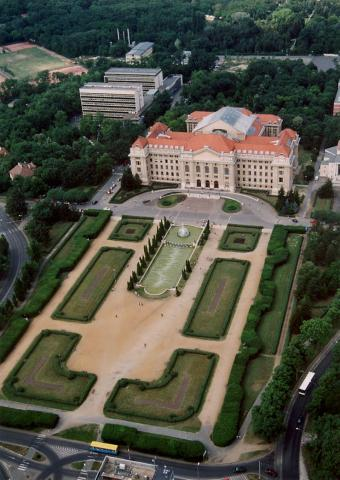
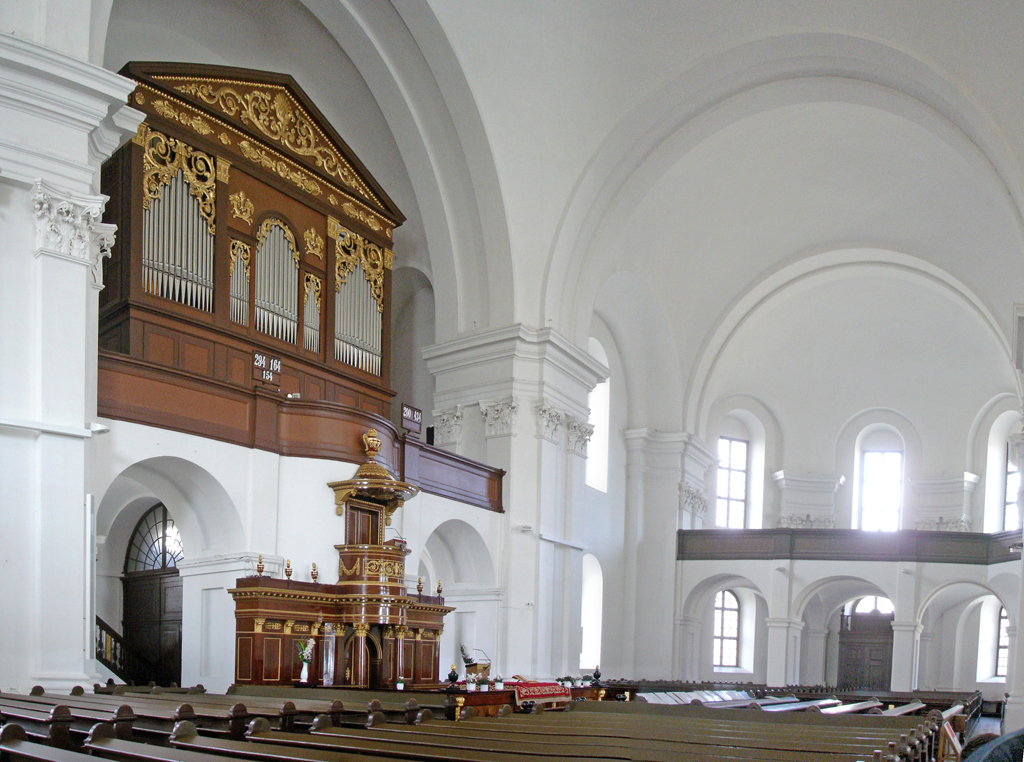
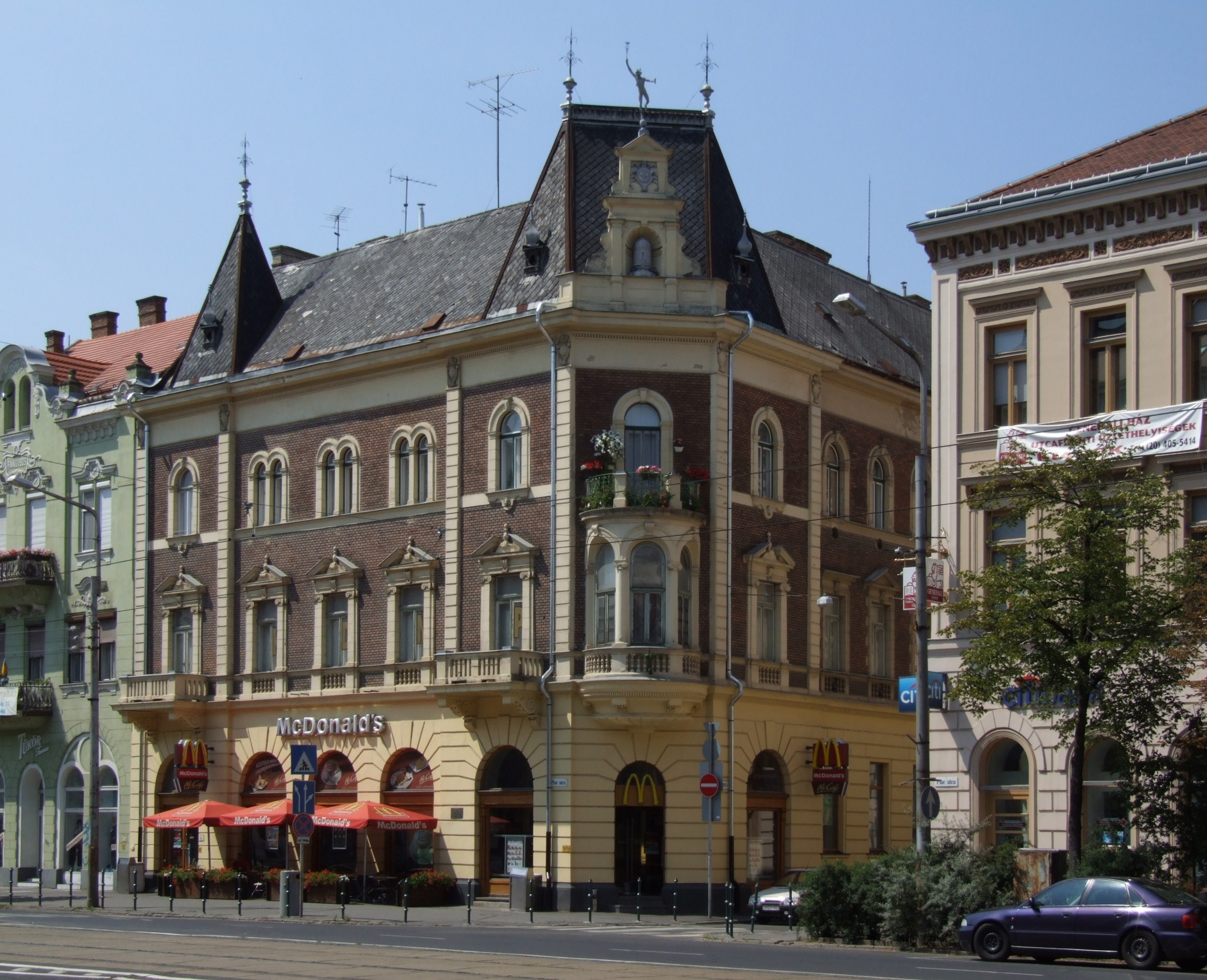
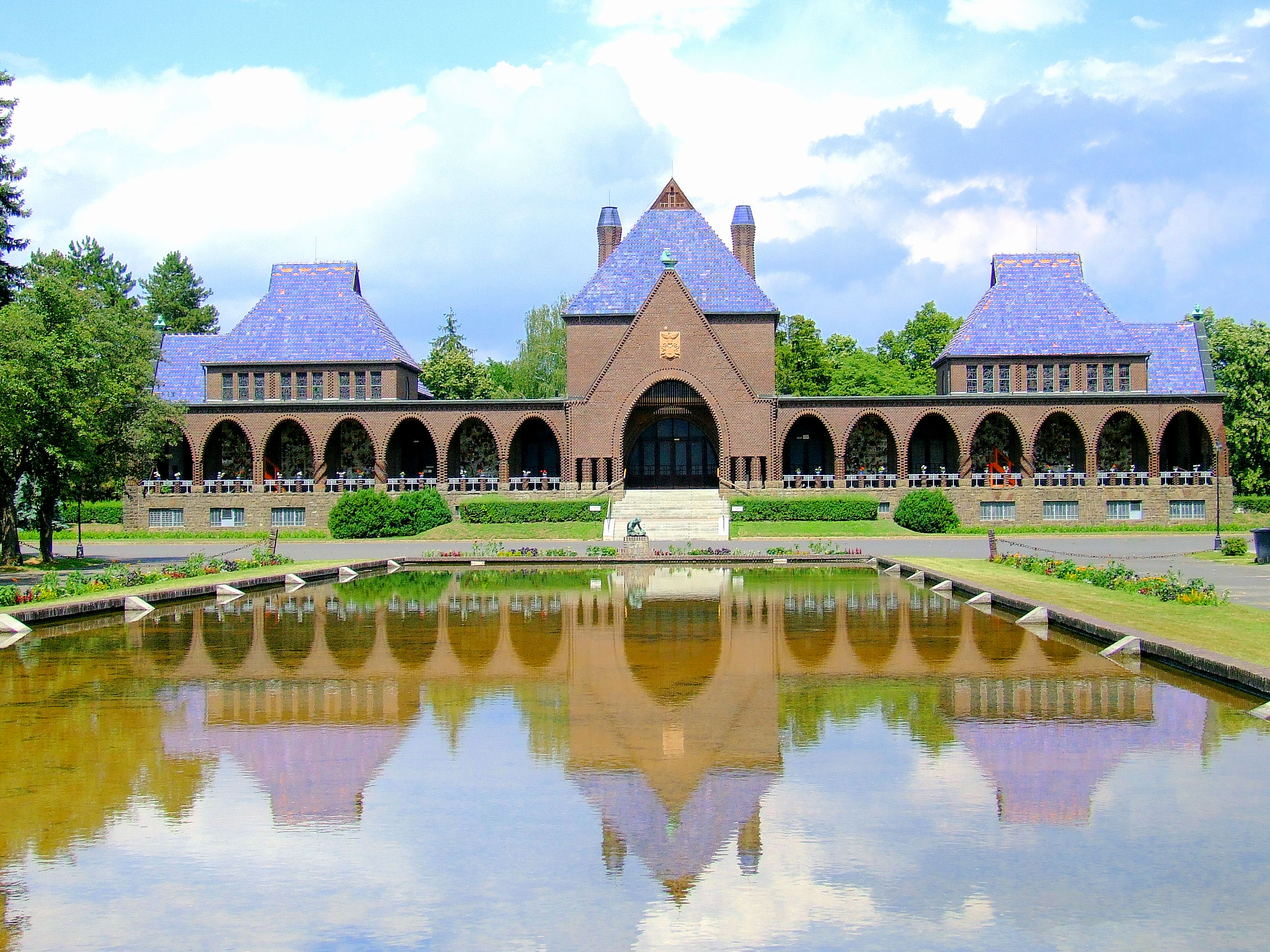
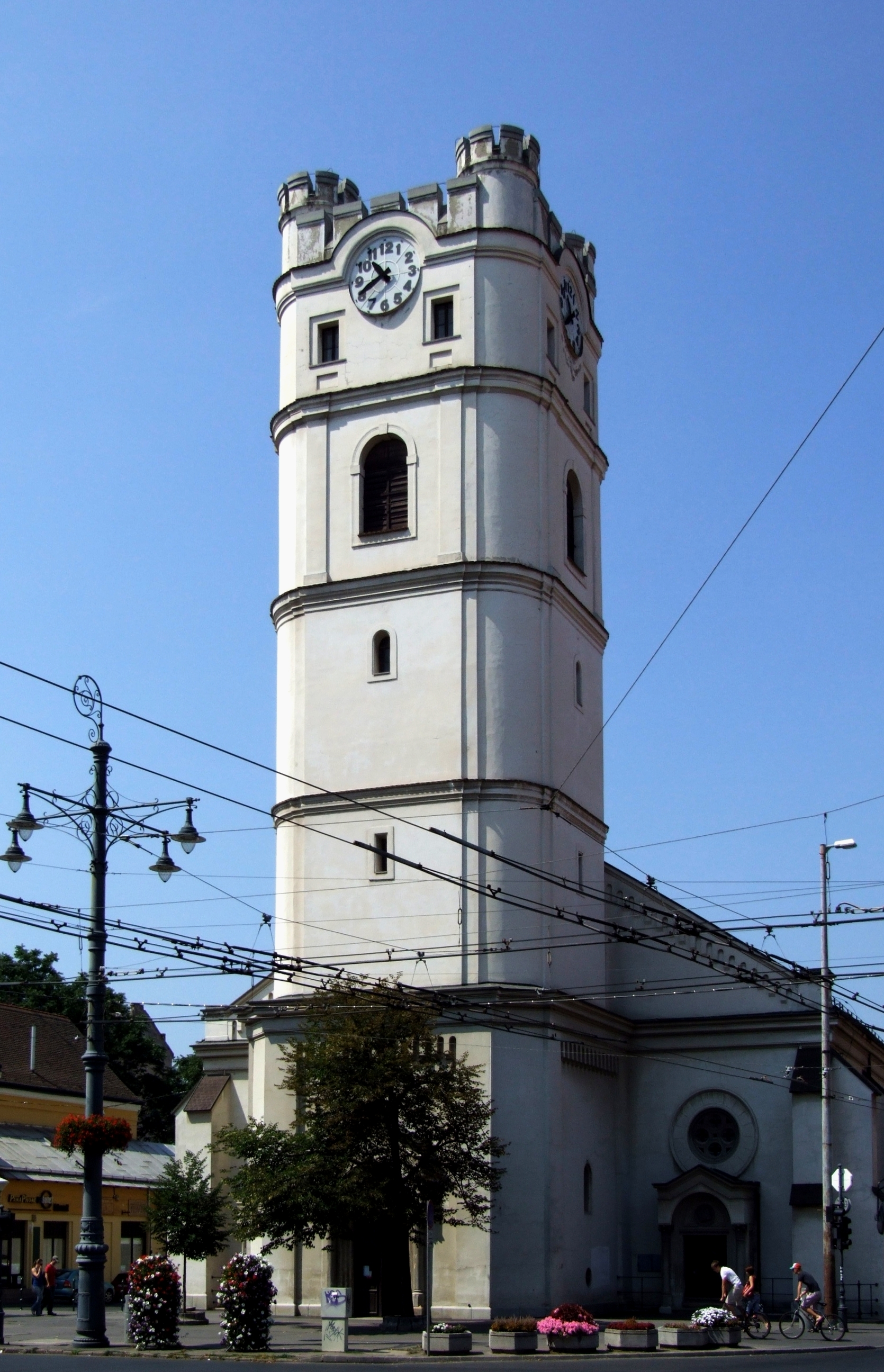